# Речна змија
Речна змија (лат. Natrix tessellata) је врста неотровне змије из породице смукова (Colubridae).

## Назив
У Србији се ова змија још назива и поточара, али и рибицара или рибарица јер се претежно храни мањим рибама. Због њених шара назива се још и коцкаста водењача.

## Опис животиње
За разлику од белоушке којој је сродна, нема мрље у задњем делу главе. Глава јој је иначе троугласта и издужена. Горња страна тела јој је светломрка или маслинастозелена са тамним квадратастим шарама. Достиже величину до једног метра. Као и белоушка, када је уплашена, из клоаке избацује садржај веома непријатног мириса. 

## Станиште иареал
Живи најчешће у текућим водама са брзим током. Ту и проналази храну - ситне рибе. Распрострањена је у средњој Европи и Балканском полуострву.

## Биологија
Активна је углавном током дана али током топлих летњих месеци лови и ноћу. На копно излази током парења, полагања јаја и током хибернације. Храни се претежно рибом. Зимски сан траје од новембра до марта. Током тог времена скрива се испод камења или у рупама у земљи испод корена врба. Пари се у априлу или мају. Женка полаже јаја у наслаге лишћа и гранчица, које трула на тлу, или у шупљине између камења. Обично полажу бар 20 јаја али и више. 